# 帕里灣 (安大略省)
帕里灣（英語：Parry Sound）是加拿大安大略省中部帕里灣區一鎮，為該區的行政中心，離瑟比利東南偏南約160（99英里），省府多倫多西北偏北約225（140英里）。據2011年加拿大人口普查所示，帕里灣有6191名居民。
帕里灣鎮位於喬治亞灣其中一個同名内灣的東端盡頭，因而得名；該内灣則以探索北極的英國探險家威廉·帕里（William Parry）命名。1857年左右，占士和威廉·吉布森（James and William Gibson）在塞古溫河口設立鋸木廠，到1863年則將之售予威廉·比提（William Beatty）。比提家族除了在此從事林木業外，亦在此劃下鎮址、開設商鋪、建立教堂和鋪設道路，為該帶日後發展奠下根基。帕里灣遂於1887年正式建制為鎮。
安大略400號省道（橫加公路）為鎮内的主要幹道，向北駁上69號省道通往瑟比利，向南則通往巴里和多倫多。此外，124號和518號省道的西端終點亦位於帕里灣鎮的外圍，自此分別通往桑德里奇（Sundridge）和克尼（Kearney）。安大略北地客運公司經營城際巴士服務，每日經帕里灣來往多倫多和瑟比利。維亞鐵路來回多倫多和溫哥華之間的客運鐵路服務亦每週有三班列車停靠帕里灣。

## 外部連結
- 维基共享资源上的相關多媒體資源：帕里灣
- （英文）Parry Sound Ontario （页面存档备份，存于）－帕里灣鎮政府官方網站